# Abyss (wrestler)
Christopher Joseph Parks, meglio conosciuto con il ring name Abyss (Washington, 4 ottobre 1973), è un wrestler statunitense sotto contratto con la WWE, dove svolge il ruolo di road agent.
Parks è principalmente ricordato per i suoi trascorsi tra il 2003 e il 2018 nella Total Nonstop Action (TNA), federazione nella quale ha vinto una volta l'X Division Championship, due volte il World Tag Team Championship (una volta con Crazzy Steve e una volta con James Storm) e due volte il Television Championship.

## Carriera

### Total Nonstop Action (2003–2018)
Christopher Parks debuttò in TNA come "The Monster" Abyss nel giugno del 2003 attaccando Eric Watts per divenire in seguito la guardia del corpo di Kid Kash. La loro alleanza durò fino a ottobre 2003 quando Kash lo tradì per aver perso un match ed Abyss, stanco del suo partner. lo attaccò ottenendo una vittoria ma perse poi sempre contro quest'ultimo in un First Blood Steel Chair on a Pole match. Ben presto Abyss si alleò con Don Callis. Con questa nuova alleanza, ebbe presto una faida con Raven. La faida durò per tutto il resto del 2003, fino alla resa dei conti con Abyss e la Red Shirt Security (Kevin Northcutt e Legend) da una parte contro Raven e il Gathering dall'altra in uno Steel Cage match, dove a trionfare furono Abyss e la Red Shirt Security grazie al tradimento da parte del Gathering a Raven.
Nel 2004, iniziò un feud con A.J. Styles in uno show, Abyss venne forzato a fare squadra con A.J. Styles in un match valido per i NWA World Tag Team Championship ma durante il match The Monster abbandonò AJ Styles ma quest'ultimo riuscì ugualmente conquistare le cinture di coppia battendo i campioni, la Red Shirt Security. Abyss sconfisse poi AJ Styles ottenendo il controllo dei titoli di coppia. In seguito Abyss e Styles si affrontarono in Falls Count Anywhere match terminando il match in un no-contest. Abyss batté nuovamente Styles diventando il number 1 contender al NWA World Heavyweight Championship in un Ladder match. Parks perse il diritto di lottare per il titolo NWA perdendo contro Raven in un match che includeva anche Aj Styles e Ron Killings.
Circa un mese dopo, Abyss ebbe una nuova manager, Goldy Locks che sfidò il roster della TNA a mettere in palio i suoi contratti. Goldy utilizzò Abyss per sconfiggere il suo ex fidanzato Erik Watts vincendo un contratto. Continuò ad utilizzare Abyss per vincere dei contratti e con l'aggiunta di Alex Shelley, riuscì a vincere altri contratti per la Locks. Successivamente Watts tornò vendicandosi assieme a Sonny Siaki e Desire sconfiggendo Abyss, Shelley e la Locks in un six-person tag team match. Durante il match The Monster si ribellò alla Locks facendo così vincere il team avversario. Dopo non molto tempo, Abyss ebbe un feud con Monty Brown e Raven con i tre che si scontrarono nel primo Monster Ball match al primo PPV della TNA mensile Victory Road dove a trionfare fu Brown che schienò Raven. Il feud con Monty Brown continuò fino a Turning Point in un Serengeti Survival match che vide l'Alpha Male uscire ancora vincitore.
A Final Resolution, attaccò Jeff Hardy. Questo attacco portò al Full Metal Mayhem match ad Against All Odds venendo vinto da Abyss che guadagnò una title shot al NWA World Heavyweight Championship. Il rematch si svolse a Destination X, dove stavolta a vincere fu Hardy. Abyss puntò al NWA World Heavyweight Championship e a Lockdown affrontò AJ Styles in un match valido per la title shot al titolo in un Six Sides of Steel match. Styles vinse il match e la title shot e Parks si infortunò ad una spalla. Tuttavia, tornò in azione in un Gauntlet for the Gold match ad Hard Justice vincendo il match. Con questa vittoria entrò nel King of the Mountain match a Slammiversary, in un match valido per il NWA Title contro il campione AJ Styles, Monty Brown, Raven e Sean Waltman, che vide Raven trionfare.
Nella successiva puntata di Impact!, attaccò Raven, alleandosi con James Mitchell che divenne il nuovo manager di Abyss. Dopo settimane di attacchi, Raven tentò di vendicarsi in un Steel Chain Dog Collar match sotto le regole No Surrender a No Surrender con il titolo in palio. Alla fine, Raven sconfisse Abyss per mantenere il titolo. Nella seguente puntata a Impact, attaccò Lance Hoyt, portando un match tra i due a Sacrifice. All'evento, Abyss batté Hoyt e durante il Main Event attaccò Sabu. Iniziò una faida con Sabu dove lo sconfisse ad Unbreakable in un No Disqualification match. I due si affrontarono di nuovo a Bound for Glory in un Monster's Ball match che inclusero anche Jeff Hardy e Rhino, con la vittoria di quest'ultimo. Durante il match, Hardy eseguì su Abyss la Swanton Bomb attraverso il tavolo dei commentatori da un'altezza di 6 metri. Abyss e Sabu si affrontarono ancora una volta a Genesis in un No Disqualification match che vinse di nuovo Abyss, ma la rivalità si concluse a Turning Point in un Barbed Wire Massacre match che fu vinto da Sabu.
Verso la fine dell'anno, Abyss e Mitchell si unirono alla stable di Jeff Jarrett, Planet Jarrett. Abyss iniziò una faida con Rhino che si concluse a Final Resolution, dove Abyss emerse vincitore, ma la faida tra i due proseguì a Against All Odds in un Falls Count Anywhere match, con la sconfitta di Abyss. La faida culminò a Destination X in un Eight-man tag team match che vide il team formato da Abyss, Jeff Jarrett e gli America's Most Wanted sconfiggere il team di Rhino, Ron Killings e il Team 3D (Brother Ray e Brother D-Von). Dopo aver messo Rhino fuori dai giochi, Abyss iniziò una rivalità con l'allora NWA Champion Christian Cage, iniziando a perseguitare la moglie di Cage. Ciò portò a un match per l'NWA Championship tra i due a Lockdown in uin Six Sides of Steel match, che Cage vinse per poi essere attaccato da Abyss. il quale gli rubò il titolo, ma a Sacrifice, Abyss perse ancora una volta contro Cage in un Full Metal Mayhem match. Abyss ottenne un'altra opportunità titolata quando sconfisse Rhino per qualificarsi al King of the Mountain match a Slammiversary.
Agli inizi del 2018, Jimmy Jacobs portò Kongo Kong a Impact, presentandolo come il "nuovo mostro di Impact", sminuendo Abyss. I due si affrontarono in un Monster's Ball Match nella puntata del 22 marzo di Impact!. Kong vinse l'incontro. Il 18 ottobre, Abyss fu introdotto nella Impact Hall of Fame. Il 23 gennaio 2019, fu riportata la notizia della fuoriuscita di Abyss dalla Impact Wrestling, dopo 17 anni di permanenza nella compagnia.

### WWE (2018–presente)
Al termine del 2018, ha firmato un contratto con la WWE nel ruolo di road agent.
Nella puntata di SmackDown del 14 agosto 2020, ha esordito in un programma televisivo della WWE, apparendo come consulente statistico di AJ Styles.

## Personaggio

### Mosse finali

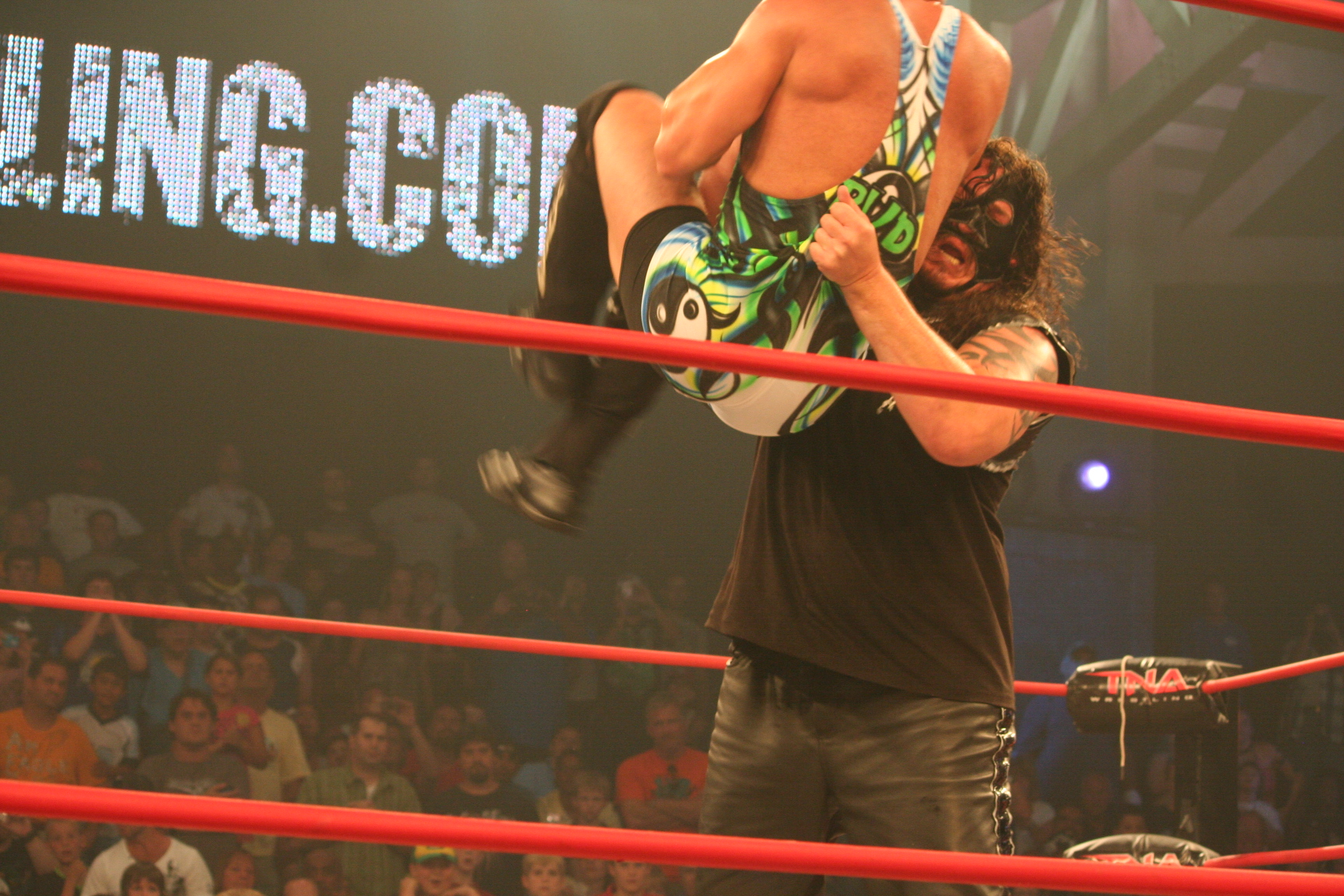
Abyss mentre esegue una Chokeslam su Rob Van Dam

- Black Hole Slam (Spinning side slam)
- Shock Treatment (Sit-out backbreaker back drop)

### Soprannomi
- "The Monster"
- "The Monster of the Ring"
- "The King"
- "The Weapon of Mass Destruction"

## Titoli e riconoscimenti
- Asistencia Asesoría y Administración
  - AAA World Tag Team Championship (1) – con Chessman
- Border City Wrestling
  - BCW Can-Am Heavyweight Championship (1)
- Buckeye Pro Wrestling
  - BPW Heavyweight Championship (1)
- International Wrestling Association
  - IWA Intercontinental Heavyweight Championship (1)
  - IWA Hardcore Championship (3)
  - IWA World Tag Team Championship (2) – con Miguel Pérez Jr. (1) e Shane the Glamour Boy (1)
- National Wrestling Alliance
  - NWA Cyberspace Heavyweight Championship (1)
  - NWA Iowa Heavyweight Championship (1)
  - NWA Missouri Heavyweight Championship (1)
  - NWA Wildside Heavyweight Championship (1)
- One Pro Wrestling
  - 1PW Heavyweight Championship (2)
- Ring Ka King
  - Ring Ka King Tag Team Championship (1) – con Scott Steiner
  - World Cup of Ring Ka King (2012) – con Deadly Danda, Scott Steiner, Sir Brutus Magnus e Sonjay Dutt
- Pro Wrestling Illustrated
  - 60º tra i 500 migliori wrestler singoli nella PWI 500 (2011)
- Total Nonstop Action Wrestling
  - NWA/TNA World Heavyweight Championship (1)
  - TNA Television Championship (2)
  - TNA World Tag Team Championship (2) – con Crazzy Steve (1) e James Storm (1)
  - TNA X Division Championship (1)

## Filmografia

### DVD dedicati
- TNA Doomsday - The Best of Abyss (2007)[7]